# Romualdas Karazija
Romualdas Karazija (auch Romas Karazija; * 18. Mai 1942 in Subačius) ist ein litauischer Atomphysiker.

## Leben
Von 1959 bis 1964 absolvierte er das Studium an der Fakultät für Physik und Mathematik der Universität Vilnius und von 1965 bis 1967 Aspirantur am Institut der Lietuvos mokslų akademija (Leiter Adolfas Jucys). 1968 promovierte er zum Thema „Manche Fragen der Berechnung der Matrixelemente des Energieoperators für komplexe Atome“ und 1993 habilitierte zum Thema „Konfigurationen von freien Atomen mit inneren Leerstellen und Eigenschaften von Auger- und Röntgenspektren“. Seit 1990 arbeitet er an der Universität Vilnius und seit 1995 an der Vilniaus pedagoginis universitetas. 2000 wurde er zum Professor berufen.
Am 20. Dezember 2021 wurde ein Asteroid nach ihm benannt: (363706) Karazija.

## Schriften
- Introduction to the Theory of X-Ray and Electronic Spectra of Free Atoms. Plenum Press, New York 1996, ISBN 0-306-44218-3.
- mit S. Kučas: Global characteristics of atomic spectra and their use for the analysis of spectra.
  - Teil 1, In: Physica Scripta. Band 47, 1993, OCLC 4843856741, S. 754–764.
  - Teil 2, (mit V. Jounaskas, I. Martinson) In: Physica Scripta. Band 51, 1995, OCLC 87123675, S. 566–577.
  - Teil 3 (mit V. Jounaskas, S. Aksela) In: Physica Scripta. Band 52, 1995, OCLC 4843860157, S. 639–648.
  - Teil 4 (mit Jounaskas) In: Physica Scripta. Band 55, 1997, OCLC 4843862338, S. 667–675.
  - Teil 5 (mit Jounaskas) In: Physica Scripta. Band 67, 2003, OCLC 4843868454, S. 208–218.
  - Teil 6 (mit Jounaskas, P. H. Norrington) In: Physica Scripta. Band 75, 2007, OCLC 102685299, S. 237–244.